# Ernő Gerő
Ernő Gerő, właściwie Ernő Singer (ur. 8 lipca 1898 w Terbegec, zm. 12 marca 1980 w Budapeszcie) – węgierski lekarz i polityk komunistyczny, w latach 1955–1956 zastępca premiera Węgier.
Urodził się w rodzinie żydowskiej. W 1918 roku związał się z ruchem komunistycznym. W latach 1920–1943 był członkiem Kominternu. Brał udział w hiszpańskiej wojnie domowej, walcząc po stronie republikanów. Był jednym z katów Andreu Nina.
Po drugiej wojnie światowej stał się bliskim współpracownikiem Mátyása Rákosiego, który stał się pierwszym sekretarzem partii. Gerő w latach 1948–1956 stał na czele ÁVH, tajnej policji węgierskiej. Po ustąpieniu Rakosiego 18 lipca 1956, Gerő został jego następcą i rządził równie brutalnie jak on. Po wybuchu powstania na Węgrzech, 23 października 1956 roku wygłosił przez radio przemówienie, w którym zapowiedział represje wobec powstańców. W tym czasie został jednak usunięty ze wszystkich urzędów i wykluczony z partii. Wyjechał do ZSRR.
W 1961 wrócił do Budapesztu i podjął pracę jako tłumacz.